# Nothoscordum capivarinum
Nothoscordum capivarinum är en amaryllisväxtart som beskrevs av Pierfelice Ravenna. Nothoscordum capivarinum ingår i släktet vaniljlökar, och familjen amaryllisväxter. Inga underarter finns listade i Catalogue of Life.